# Vladislav Treťjak
Vladislav Alexandrovič Treťjak (rus.: Владисла́в Алекса́ндрович Третья́к (* 25. duben 1952 Dmitrov) je bývalý sovětský reprezentant v ledním hokeji. V letech 1969 až 1984 hájil branku týmu CSKA a sborné Sovětského svazu. Odehrál celkem 482 zápasů v sovětské nejvyšší lize, na mistrovství světa a olympijských hrách 117 zápasů. Ve své kariéře dosáhl mnoha úspěchů. Je trojnásobným olympijským vítězem, desetkrát byl mistrem světa, devětkrát mistrem Evropy, třináctkrát mistrem Sovětského svazu a jednou vítězem Kanadského poháru. Odchytal všechny zápasy Série století. Je prvním evropským hokejistou, který byl uveden do síně slávy v Torontu. Mezinárodní hokejovou federací byl vyhlášen jako nejlepší hráč 20. století. Je držitelem titulu zasloužilý mistr sportu SSSR. Treťjak byl pětkrát zvolen nejlepším hokejistou SSSR, třikrát nejlepším hokejistou Evropy, dvakrát nejlepším brankářem na mistrovství světa. Vladislav Treťjak je držitelem celé řady státních a sportovních vyznamenání Sovětského svazu.

## Soukromý život
Vladislav Treťjak se narodil rodičům z Ukrajiny. Otec byl pilotem v sovětské armádě, matka byla učitelkou.
Treťjak začínal s hokejem v jedenácti letech ve sportovní škole v Moskvě.
V prosinci 2003 byl zvolen do Státní dumy jako poslanec zastupující Saratovskou oblast.

## Statistika
Min = minuty; Br. = obdržené branky; Br.z. = průměr obdržených branek na zápas.
| Ročník    | Klub                     | Liga | Záp. | Min. | Br. | Br.z. |
| --------- | ------------------------ | ---- | ---- | ---- | --- | ----- |
| 1968-1969 | CSKA Moskva              | SSSR | 3    | 180  | 2   | 0.67  |
| 1969-1970 | CSKA Moskva - mistr ligy | SSSR | 34   | 2040 | 76  | 2.24  |
| 1970-1971 | CSKA Moskva - mistr ligy | SSSR | 40   | 2400 | 81  | 2.03  |
| 1971-1972 | CSKA Moskva - mistr ligy | SSSR | 30   | 1800 | 78  | 2.60  |
| 1972-1973 | CSKA Moskva - mistr ligy | SSSR | 30   | 1800 | 80  | 2.67  |
| 1973-1974 | CSKA Moskva              | SSSR | 27   | 1620 | 94  | 3.48  |
| 1974-1975 | CSKA Moskva - mistr ligy | SSSR | 35   | 2100 | 104 | 2.97  |
| 1975-1976 | CSKA Moskva              | SSSR | 33   | 1980 | 100 | 3.03  |
| 1976-1977 | CSKA Moskva - mistr ligy | SSSR | 35   | 2100 | 98  | 2.80  |
| 1977-1978 | CSKA Moskva - mistr ligy | SSSR | 29   | 1740 | 72  | 2.48  |
| 1978-1979 | CSKA Moskva - mistr ligy | SSSR | 40   | 2400 | 111 | 2.78  |
| 1979-1980 | CSKA Moskva - mistr ligy | SSSR | 36   | 2160 | 85  | 2.36  |
| 1980-1981 | CSKA Moskva - mistr ligy | SSSR | 18   | 1080 | 32  | 1.78  |
| 1981-1982 | CSKA Moskva - mistr ligy | SSSR | 41   | 2460 | 65  | 1.59  |
| 1982-1983 | CSKA Moskva - mistr ligy | SSSR | 29   | 1740 | 40  | 1.38  |
| 1983-1984 | CSKA Moskva - mistr ligy | SSSR | 22   | 1320 | 40  | 1.82  |

## Reprezentace

### Kanadský pohár
- 1976 - 3. místo v základní skupině
- 1981 - vítěz

### Olympijské hry
- 1972 - 1. místo
- 1976 - 1. místo
- 1980 - 2. místo
- 1984 - 1. místo

### Mistrovství světa
- 1970 - 1. místo
- 1971 - 1. místo
- 1972 - 2. místo
- 1973 - 1. místo
- 1974 - 1. místo
- 1975 - 1. místo
- 1976 - 2. místo
- 1977 - 3. místo
- 1978 - 1. místo
- 1979 - 1. místo
- 1981 - 1. místo
- 1982 - 1. místo
- 1983 - 1. místo

### Záznamy a vyznamenání
- První člen All-Star v sovětské lize postupně se účastnil každý rokem (1971 do roku 1984).
- V rozmezí 1971 - 1984 Treťjak získal třináct ligových titulů s týmem Rudé armády, a byl jmenován MVP ligy (pětkrát)
- V roce 1978 byl Treťjakovi udělen Leninův řád
- Je prvním hráčem narozeným a vyškoleným mimo Severní Ameriku, který byl uveden do hokejové síně slávy, spolu se svým dlouholetým spoluhráčem Valerij Charlamovem, jeden ze dvou ruských hráčů v hokejové síni slávy v kategorii hráčů, kteří hráli pouze v Rusku. Kromě toho, Treťjak a Charlamov jsou jen dva jediní v kategorii hráčů, kteří hráli celou svou kariéru za železnou oponou.
- Když Sports Illustrated jmenoval do svého největšího hokejového týmu v roce 2000, rozhodl, že Treťjak je nejlepší brankář, byli zde i Wayne Gretzky, Bobby Hull, Gordie Howe a Bobby Orr.
- člen Síně slávy IIHF (1997)